# III Brygada Etapowa
III Brygada Etapowa – jednostka wojsk etapowych w okresie II Rzeczypospolitej.

## Struktura organizacyjna
Organizacja we wrześniu 1920:
- dowództwo brygady
- IV Lubelski batalion etapowy
- IV Kielecki batalion etapowy
- IV Krakowski batalion etapowy
- III Poznański batalion etapowy

## Dowódcy brygady
- ppłk Władysław Młocki (był IX 1920)[1]